# Novljan
Novljan je priimek več znanih Slovencev:
- Alenka Dermastia (r. Novljan) (1937–2022), košarkarica, urednica, leksikografka
- Egidija Novljan (*1943), defektologinja
- Gregor Novljan, zdravnik pediater - nefrolog
- Julij Novljan (1925–2021), športni delavec
- Mitja Novljan (*1968), filmski režiser
- Neva Novljan, TV urednica, scenaristka
- Peter Novljan, film .. ?
- Silva Novljan (*1949), bibliotekarka
- Tomaž Novljan (*1962), arhitekt, oblikovalec